# Saint-Agrève
Saint-Agrève – miejscowość i gmina we Francji, w regionie Owernia-Rodan-Alpy, w departamencie Ardèche.
Według danych na rok 1990 gminę zamieszkiwały 2762 osoby, a gęstość zaludnienia wynosiła 57 osób/km² (wśród 2880 gmin regionu Rodan-Alpy Saint-Agrève plasuje się na 325. miejscu pod względem liczby ludności, natomiast pod względem powierzchni na miejscu 65.).

## Populacja

Populacja Saint-Agrève w latach 1962-2008

## Galeria

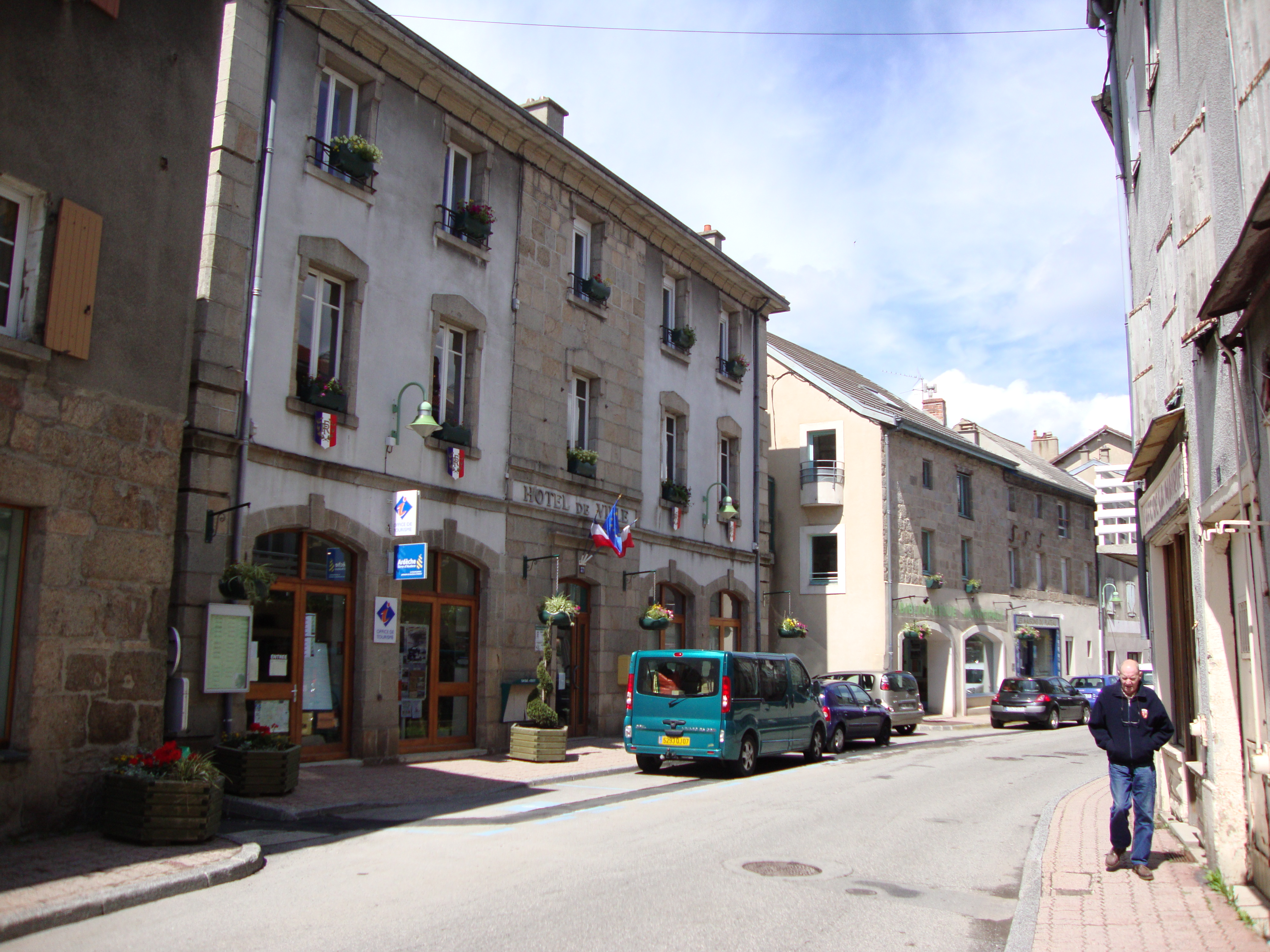
Ratusz, centrum (2010)
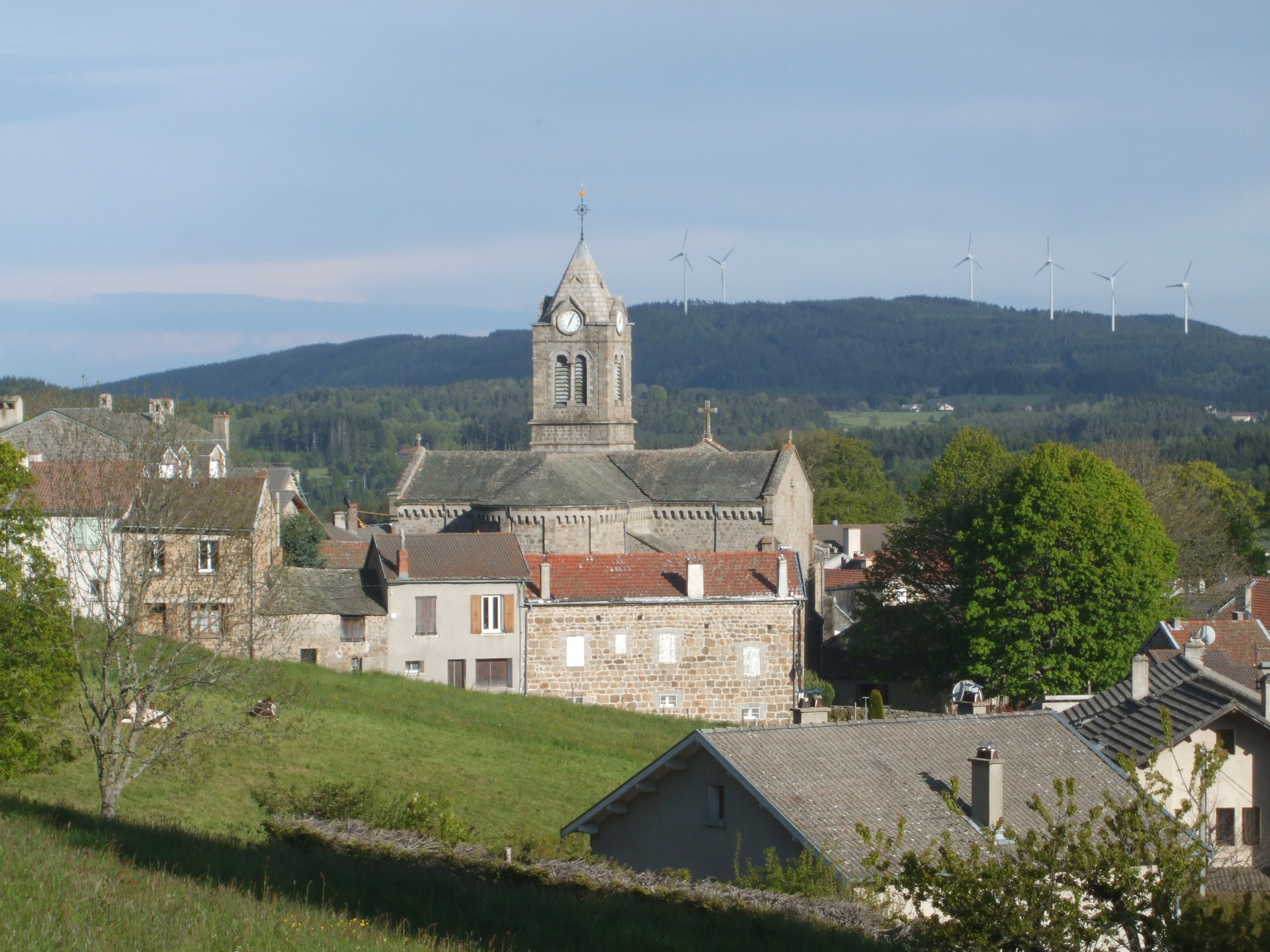
Kościół (2013)
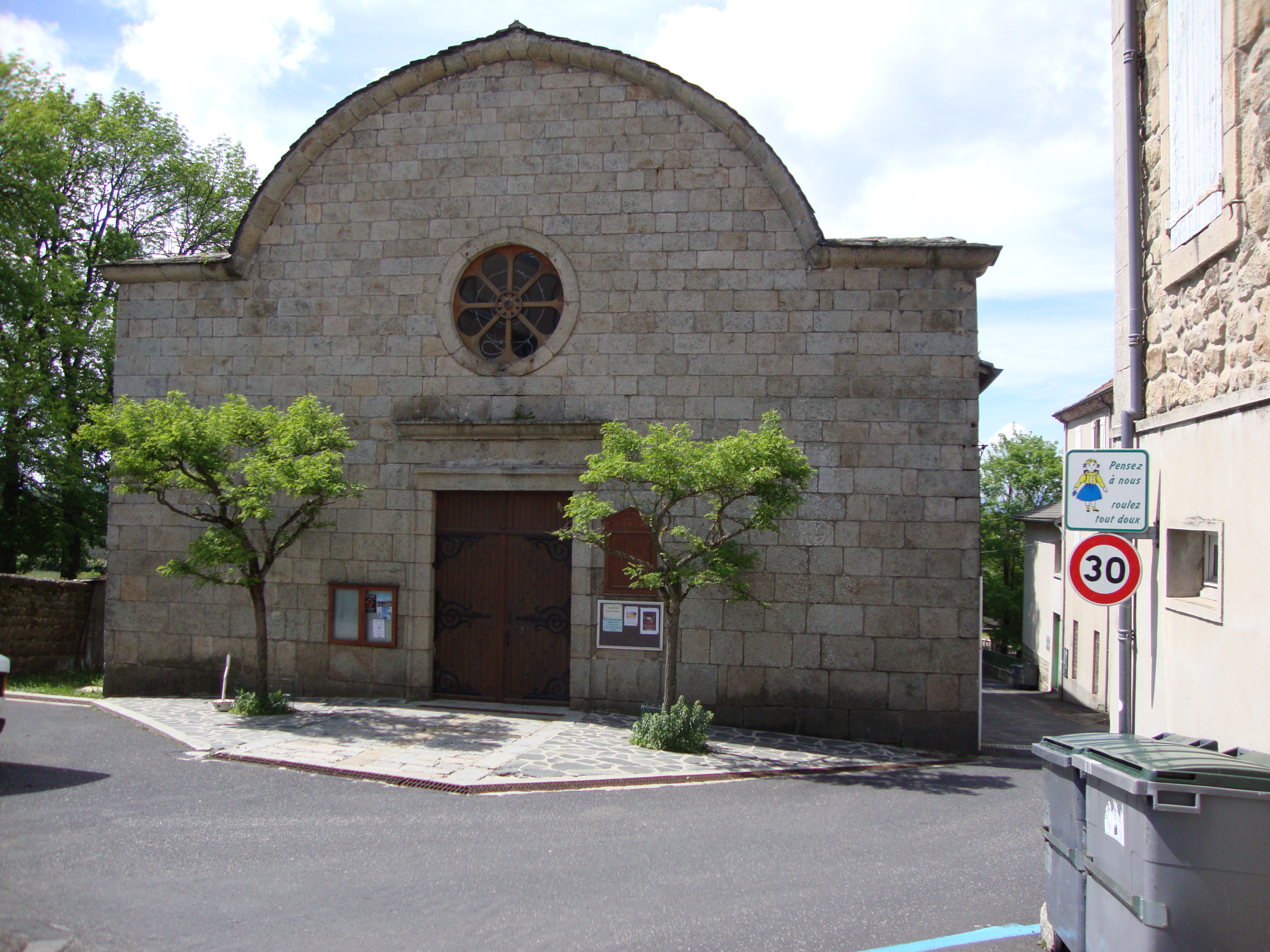
Kościół ewangelicki z 1822 r. (2010)